# Josephine Wright Chapman
Josephine Wright Chapman (Fitchburg, Massachusetts, 1867-Bath, Regne Unit, 1943) fou una arquitecta nord-americana, reconeguda a Boston i Nova York.

## Primers anys

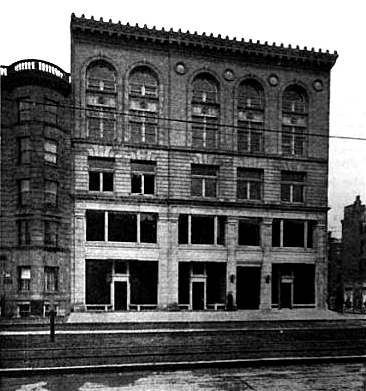
1903 NewCentury Building, Huntington Ave Boston

Chapman va néixer a Massachusetts el 1867, va aconseguir un grau d'èxit professional i de difusió de la seva obra poc habitual, en una època en què era difícil per a una dona accedir a una educació acadèmica, aconseguir ocupació o encàrrecs per si mateixa. Gran part dels seus encàrrecs van partir d'altres dones. Després de deixar el seu poble natal, sense el consentiment dels seus pares, que s'oposaven a la seva vocació, va haver d'empenyorar robes i joies per mantenir-se. El 1892, va convèncer Clarence H. Blackal, un arquitecte de Boston conegut pels seus teatres, perquè la deixés treballar com a aprenenta al seu despatx. Chapman hi va treballar cinc anys, aprenent de la seva experiència en el disseny d'edificis públics i de la seva voluntat d'experimentar amb nous materials, com a l'edifici Carter de 1893, la primera estructura d'acer de Boston.
Chapman va muntar el seu propi despatx a Boston el 1897, dins d'una cooperativa de dones artistes anomenada Grundman Studios.
Aquest mateix any, la Universitat Harvard li va encarregar el Craigie Arms, un edifici de maó en estil neogeorgià recognoscible per la seva cantonada cilíndrica. A la fi de segle, l'arquitecta tenia cinc o sis delineants treballant al seu despatx, entre els quals es trobava documentada almenys una dona.

## Trajectòria
El 1901, Chapman va guanyar el concurs per a l'edifici de Nova Anglaterra en l'Exposició Panamericana de Buffalo, Nova York. Aquest edifici de dues plantes en estil colonial, construït en fusta però pintat per semblar de maó amb aplicacions de marbre, representaria els sis estats de Nova Anglaterra en l'exposició. Animada per aquest èxit, va presentar la seva sol·licitud d'ingrés a l'AIA (Institut Americà d'Arquitectes), encara que tant l'AIA com el Club d'Arquitectes de Boston la van rebutjar.
En l'obra de Chapman són destacables pel seu tema els clubs per a dones a Worcester, de 1902, a Boston, de 1903, i a Lynn, de 1909. Aquests clubs van néixer a la calor del moviment feminista als Estats Units a mitjan segle xix i, en general, es van distingir per promoure la labor artística de les dones, encarregant i exhibint la seva obra i també encarregant les seves seus a arquitectes.
A causa de la recessió de 1907 va decidir traslladar el despatx a Nova York, on va obrir-lo a Washington Square i va ser acceptada per la Societat d'Arquitectes de Nova York. Allí decideix dedicar-se en exclusiva a l'arquitectura residencial. A diferència de la majoria d'arquitectes, dedicades a l'arquitectura residencial pràcticament per obligació, sembla que Chapman afirmava fer-ho perquè sentia que les arquitectes podien contribuir a millorar aquest sector mitjançant una sensibilitat cap a les necessitats dels usuaris que trobava a faltar en la professió. Durant les dues següents dècades va dissenyar una gran varietat d'habitatges, des de cases de camp fins a mansions, seguint els estils habituals de l'època. Al costat de la constructora Alice Foster va aixecar diverses cases en estil Colonial Revival o English Cottage, en les quals va aplicar els últims avanços en electricitat i equipament de cuines.
El 1921, Chapman va viatjar a Europa per estudiar-ne l'arquitectura. Aquest viatge va influir en el seu últim treball, Hillandale, una gran residència a l'estil italià. Va ser projectada el 1923 per a Anne Archbold, hereva de la companyia Standard Oil, seguint l'estil de les vil·les renaixentistes italianes que va conèixer durant la seva infància a Itàlia. Després de finalitzar la construcció el 1925, es va retirar i es va traslladar primer a París i més tard a Londres.
Els apartaments Craigie Arms, el club per a dones de Worcester i la mansió per a Anne Archbold estan catalogats en el Registre Nacional de Llocs Històrics dels Estats Units.